# テオドール・コチュヒ

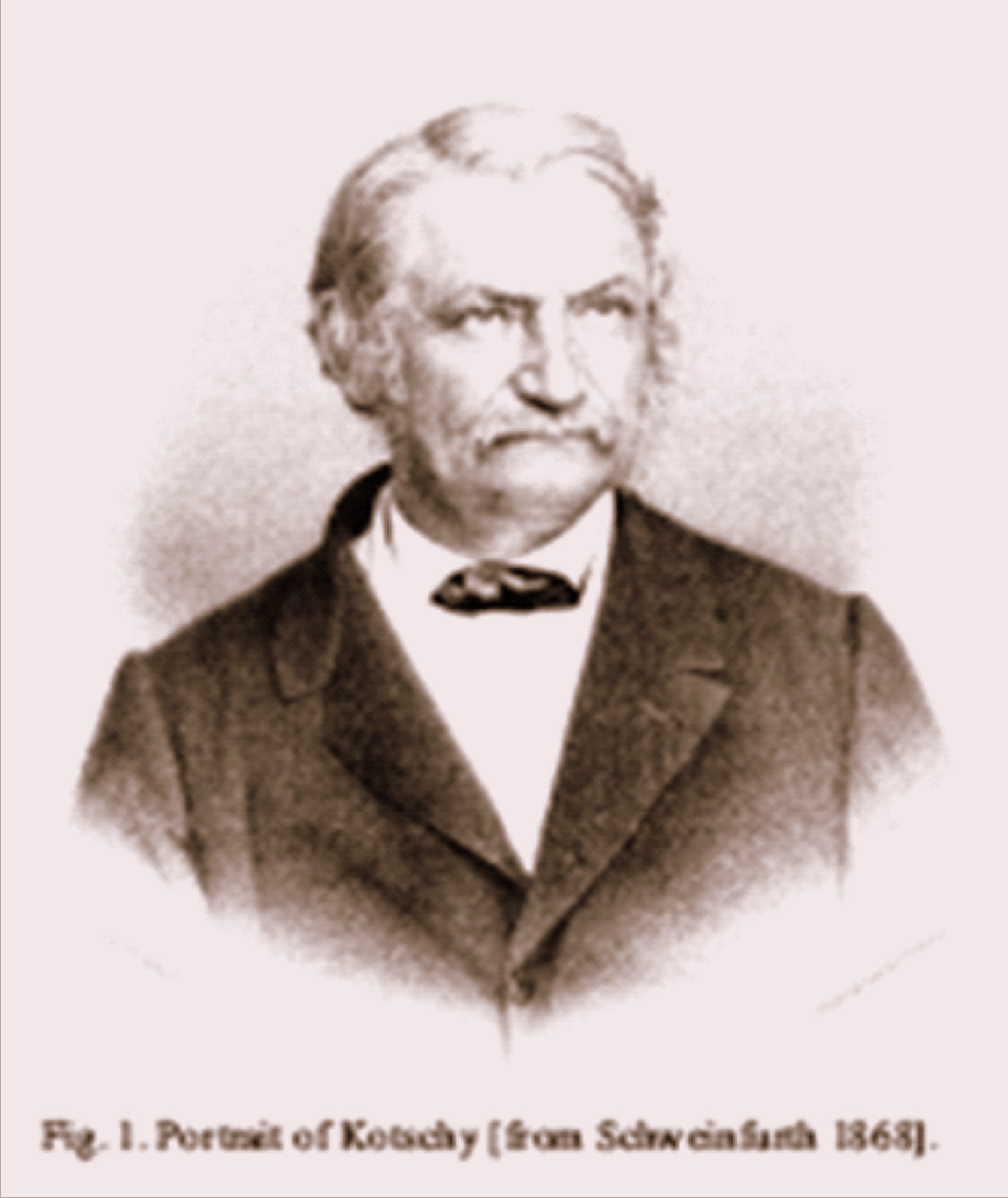
テオドール・コチュヒ

テオドール・コチュヒ（Karl Georg Theodor Kotschy、1812年4月15日 - 1866年6月11日）はオーストリアの植物学者、植物収集家である。中東などで膨大な植物を収集した。

## 略歴
現在のポーランド、シロンスク県のウストロンで生まれた。父親はチェシン出身の神学者、教育者で果実に関する著作もある人物のカール・フリードリヒ・コチュヒ（Carl Friedrich Kotschy）である。12歳で登山を行い、ワルシャワの教授たちとベスキディ山地のBabia Góraを旅し、博物標本を収集した。神学校に進むが、厳しい校風に合わず退校し、自宅で教育を受けた。1832年に高校卒業資格に合格し、ベルリンに旅した。ベルリンで探検家のアレクサンダー・フォン・フンボルトの著作に影響を受けた。
牧師となるために、ウィーンで神学を学ぶが、神学には興味を失い、アルプスやハンガリーなどで自然観察をした。1836年から1838年に行われたオーストリアの地質学者、ルーゼッガー（Joseph Russegger）のナイル上流域の鉱物資源を探すエジプト探検に参加した。博物標本を集め、アラビア語を学んだ。1838年の末、大半の探検隊員が帰国した後もアレキサンドリアに残り、博物標本を売ったり、現地の裕福な起業家から資金を集め、再び、ナイル流域を探検し、ナイル源流まで達した。資金不足で困難に陥ることもあったが、農園主で紡績業者の援助を受けて、1840年にキプロスを、1841年にシリア、メソポタミアを探検した。1842年にはペルシャを訪れ、1843年にダマーヴァンド山に登頂した。
1843年に集めた標本を売却し借金を返して、ヨーロッパに戻った。自然科学の学位を得て、ウィーン大学植物園での仕事を得て、植物園の費用で、アラビア語やトルコ語、ペルシャ語の知識も生かして再び中東各地での植物収集を行った。
マメ科の植物の属名、Kotschya やイネ科の植物の種、Aegilops kotschyi、ヤモリ科の動物の種、Cyrtopodion kotschyi や Mediodactylus kotschyi など多くの生物の学名に献名されている。

## 著作
- Abbildungen und Beschreibungen neuer und seltener Thiere und Pflanzen, in Syrien und im westlichen Taurus gesammelt, 1843
- Analecta botanica (zusammen mit Heinrich Wilhelm Schott und Carl Frederik Nyman), 1854
- Coniferen des Cilicischen Taurus (zusammen mit Franz Antoine), 1855
- Die Eichen Europas und des Orients, 1858–1862
- Plantae Tinneanae (zusammen mit Johann Joseph Peyritsch), 1867
- Reise in den cilicischen Taurus über Tarsus, 1858